# Французький тестон

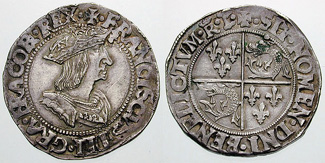
Тестон Франциска I, роки правління 1515-1547

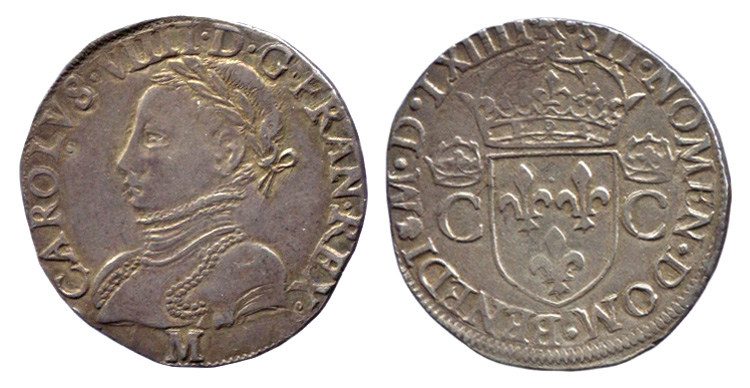
Карл IX (1560-1574) тестон 1564, Тулуза, 9.56 г

Французький тестон (фр. un teston) — стародавня французька срібна монета, що карбувалася за указом Людовіка XII від 6 квітня 1514 і наступного указу Франциска I від 1540. Найперша серед важких срібних монет Франції та перша французька монета з реальним зображенням короля.

## Історія
Почав карбуватися — як наслідування італійського тестону — у Франції за Людовіка XII (роки правління 1498-1515). Королівський портрет зображувався на аверсі, на реверсі містився королівський гербовий щит із ліліями.
Після Людовіка карбувався також за Франциска I (1515-1547), Генріха II (1547-1559), Карла IX (1560-1574) та Генріха III (1574-1589), який ухвалив рішення про випуск великої срібної монети, прирівняної до золота.
Через псування монети її карбування у 1577 припинено, проте продовжили карбування срібних монет 1/4 та 1/8 екю, потім їх змінила інша велика монета — срібний франк.